# أريستو
أريستو (بالإنجليزية: Aristau) هي بلدية في مقاطعة موري في كانتون أرغاو في سويسرا.

## التاريخ
الآثار الأولى للاستيطان البشري حول أريستو هي قطع أثرية متناثرة في ثقافة لا تيني. تتكون بلدية أريستو الحديثة من ثلاثة أقسام أو قرى منفصلة. تم ذكر الأقسام الثلاثة التي تتكون منها البلدية لأول مرة في عام 1153.

## مشاهير
- إينيس توريلي (مواليد 1931)، ممثلة كوميدية، إذاعية، وممثلة مسرحية وممثلة صوتية.

## روابط خارجية
- أريستو بالألمانية وبالفرنسية وبالإيطالية من قاموس سويسرا التاريخي على الإنترنت.